# 茄蔘屬
茄蔘屬（學名：Mandragora）是茄科下的一个属，为多年生草本植物。

## 物種
该属共有4种，分布于亚欧大陆及地中海地区，自东向西分别是
- 茄蔘
- 土庫曼茄蔘（英语：Mandragora turcomanica）
- 秋茄蔘（押不卢）
- 毒茄蔘（可能特指曼德拉草）

分布于地中海以西的毒茄参（曼德拉戈拉斯）与分布于地中海以东的秋茄参（押不卢哈）物种边界不明显，或为同种。认为二者不同种的将叙利亚的归为秋茄参，西班牙的归为毒茄参，其余地方的分派因人而异并无共识。